# Степанов Володимир Сергійович
Володимир Сергійович Степанов (1920–1998) — конструктор пускового обладнання ракетних комплексів наземного і морського базування, Герой Соціалістичної Праці (1976).

## Біографія
Володимир Степанов народився 10 лютого 1920 в Новочеркаську. На початку німецько-радянської війни був призваний на службу в Робітничо-селянську Червону Армію, однак незабаром був важко поранений і демобілізований. Після одужання Степанов навчався в Ленінградському військово-механічному інституті. Закінчивши його 1945 року, пішов працювати в Центральне конструкторське бюро № 34 (нині — Конструкторське бюро спеціального машинобудування).
Своєю працею Степанов зробив великий внесок у розвиток галузі ракетного озброєння. Під його керівництвом розроблялися нові види стартового технологічного обладнання для ВМФ і РВСП, створювалися перші в СРСР шахтні пускові установки високого класу захисту для запуску міжконтинентальних балістичних ракет. Був автором більш ніж п'ятдесяти винаходів, великої кількості статей, наукових робіт та інженерних проєктів. Був членом Державної комісії з льотних випробувань перших ракетних комплексів на підводних човнах і перших ракетних комплексів шахтного базування.
Указом Президії Верховної Ради СРСР 1976 року Володимир Степанов був удостоєний високого звання  Героя Соціалістичної Праці з врученням ордена Леніна і медалі «Серп і Молот».
Помер 3 листопада 1998, похований на кладовищі Пам'яті жертв 9 січня у Санкт-Петербурзі.
Лауреат Ленінської премії, Заслужений конструктор Російської Федерації. Був також нагороджений низкою медалей.